# Carl Schrade
Carl Schrade (geboren am 17. April 1896 in Zürich, gestorben am 28. November 1974 ebenda) war ein deutsch-schweizerischer Kaufmann und ein Opfer des Nationalsozialismus. Seine Memoiren über die elfjährige Haft in deutschen Konzentrationslagern erschienen posthum im Jahr 2011 und dienten als Vorlage für den Spielfilm Der Zeuge (2023).

## Leben
Carl Schrades Eltern Karl und Louise Schrade stammten aus Deutschland. Sie siedelten Ende des 19. Jahrhunderts in die Schweiz über, wo der Vater als Fahrknecht, Landwirt und Fuhrhalter tätig war. Nach der achtjährigen Pflichtschule absolvierte Carl Schrade ein Volontariat in einem Baugeschäft in Romanshorn im Kanton Thurgau. Er ging danach für zwei Semester an die „Königliche Baugewerkeschule“ nach Stuttgart, wo er zum Bautechniker ausgebildet wurde. Im Ersten Weltkrieg war er drei Jahre an der Front eingesetzt. 
Nach Kriegsende ging Carl Schrade nach Berlin, wo bereits sein Zwillingsbruder Max lebte, und war dort als Händler von Industriediamanten tätig. Seine Ehe mit Hildegard Otto währte von 1920 bis 1927 und wurde kinderlos geschieden.

### Verfolgung und Haft
Während seiner Tätigkeit als Diamantenhändler in Berlin zur Zeit der Weimarer Republik kam Carl Schrade mehrmals mit dem Gesetz in Konflikt und wurde u. a. wegen Hehlerei, Betrug und Urkundenfälschung fünfmal zu Haftstrafen verurteilt. Nach einer neunmonatigen Haftstrafe wegen Hehlerei im Gefängnis Wittstock wurde er 1934 nicht ordnungsgemäß entlassen, sondern von der Landeskriminalpolizei Berlin in das KZ Lichtenburg eingewiesen. Hintergrund war das Gewohnheitsverbrechergesetz der Nationalsozialisten, auf dessen Grundlage zehntausende Menschen aufgrund ihrer Vorstrafen zur Vorbeugehaft in Konzentrationslagern interniert wurden. Carl Schrade war in der Folge in den Konzentrationslagern Lichtenburg, Esterwegen, Sachsenhausen, Buchenwald und zuletzt Flossenbürg (1939–1945) inhaftiert. Wie Zeitzeugenaussagen von Mithäftlingen belegen, konnte Schrade, der als Funktionshäftling eingesetzt und unter anderem Kapo im Krankenrevier des KZ Flossenbürg war, mehreren Mithäftlingen das Leben retten, darunter auch Jack Terry.

### Nachkriegszeit
Nach der Befreiung des KZ Flossenbürg durch die 3. US-Armee am 23. April 1945 blieb Carl Schrade noch einige Wochen und half bei der Versorgung von schwerkranken KZ-Überlebenden. Danach ging er für ein Jahr zu Freunden nach Paris. Im Juni 1946 machte er bei den Flossenbürg-Prozessen im Internierungslager Dachau umfangreiche Zeugenaussagen gegen SS-Täter und Funktionshäftlinge des KZ Flossenbürg. 
Danach ließ er sich in der Schweiz nieder, wo er als Reisevertreter tätig war und bis zu seinem Tod ein unbescholtenes Leben führte. 1953 erhielt er die Schweizer Staatsbürgerschaft. Ein Antrag auf finanzielle Entschädigung für die erlittene KZ-Haft wurde 1958 nach einem achtjährigen Verfahren abgelehnt, da als sogenannte „Berufsverbrecher“ Verfolgte bis 2020 nicht als offizielle Opfer des Nationalsozialismus anerkannt waren. Carl Schrades Memoiren erschienen posthum im Jahr 2011, im Jahr 2014 folgte die deutschsprachige Ausgabe.

„Wenn wir nicht aufpassen, werden unsere Hunderttausenden von Toten, deren Asche die Blumen deutscher Gärten düngt, nicht nur nicht gerächt werden – ich schreibe dieses Wort, weil es moralisch notwendig ist –, sondern wir werden in Zukunft auch neue Katastrophen zu beklagen haben. Der erste Stein der Sicherheit bleibt die Wachsamkeit.“

Der Spielfilm Der Zeuge von Regisseur und Hauptdarsteller Bernd Michael Lade, der 2023 in die deutschen Kinos kam, stellt die Zeugenaussage Carl Schrades beim Dachauer Flossenbürg-Prozess in den Mittelpunkt.

## Schriften
- Carl Schrade: Elf Jahre. Ein Bericht aus deutschen Konzentrationslagern. Herausgegeben von Kathrin Helldorfer, Annette Kraus und Jörg Skriebeleit. Wallstein Verlag, Göttingen 2014, ISBN 978-3-8353-1398-9.